# Chorizopes tikaderi
Chorizopes tikaderi är en spindelart som beskrevs av Sadana och Kaur 1974. Chorizopes tikaderi ingår i släktet Chorizopes och familjen hjulspindlar. Inga underarter finns listade i Catalogue of Life.